# السفارة السعودية في باكو
سفارة المملكة العربية السعودية في أذربيجان، هي بعثة دبلوماسية سعودية تقع العاصمة باكو ويترأس البعثة سفير خادم الحرمين الشريفين السفير/ عصام بن صالح الجطيلي.

## وصلات خارجية
- موقع سفارة المملكة العربية السعودية في أذربيجان
- وزارة الخارجية السعودية (بالعربية)
- Ministry of Foreign Affairs of Kingdom of Saudi Arabia (بالإنجليزية)